# Lavandula qishnensis
Lavandula qishnensis là một loài thực vật có hoa trong họ Hoa môi. Loài này được Upson & S.Andrews mô tả khoa học đầu tiên năm 2004.